# Täcka udden, Gustavsberg
För andra betydelser, se Täcka udden (olika betydelser).

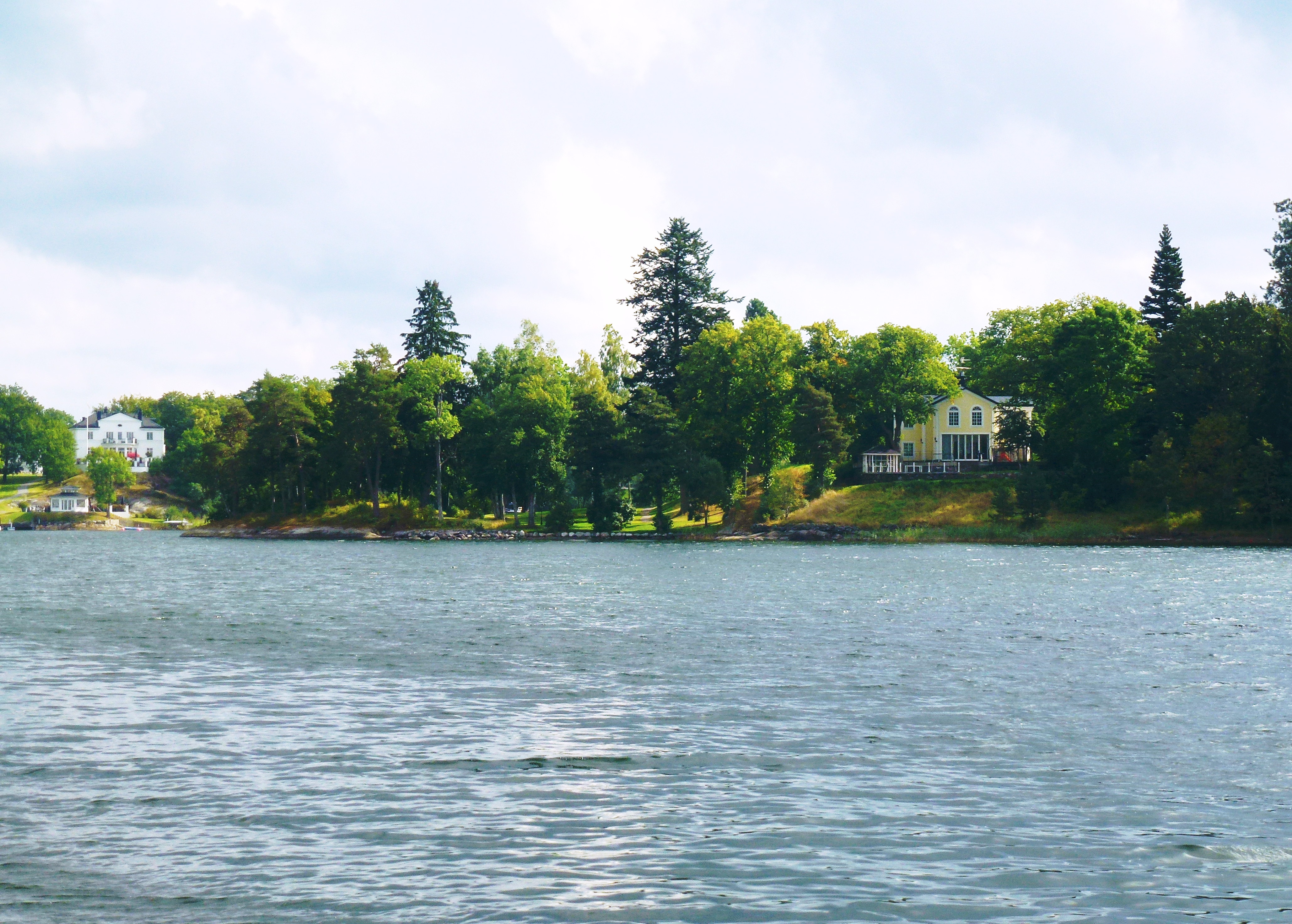
Villa Täcka udden till höger och Villa Farsta udde längst till vänster, 2015.

Täcka udden ligger vid Farstavikens södra strand strax väster om Gustavsberg i Värmdö kommun. Täcka udden är såväl en udde som namnet på en villa med adress Farsta slottsväg 12.

## Historik
Täcka udde ("vackra udden") hörde ursprungligen till Gottholma gårds ägor. Gottholmas huvudbyggnad brändes ner i samband med rysshärjningarna 1719 och byggdes aldrig upp igen. Efter gården syns idag bebyggelselämningarna i form av husgrunder, källare och hoprasade eldstäder (RAÄ-nummer Gustavsberg 38:1). Över gårdstunet passerar en gammal färdväg som börjar i norr vid Farstabrohål i Farstaviken, där det funnits en flottbro, och sträckt sig söderut vidare in i Ingarö socken. 
I början av 1600-talet tillverkades murtegel på gården, troligen både för husbehov och till försäljning. Tegelbränneriet låg längst ut på Täcka udde och rester påträffades vid en arkeologisk undersökning av Stockholms stadsmuseum 1940. Då framkom grunden efter en rektangulär tegelugn med omkring 11×7 meter sidlängd (RAÄ-nummer Gustavsberg 92).

## Sommarvillor

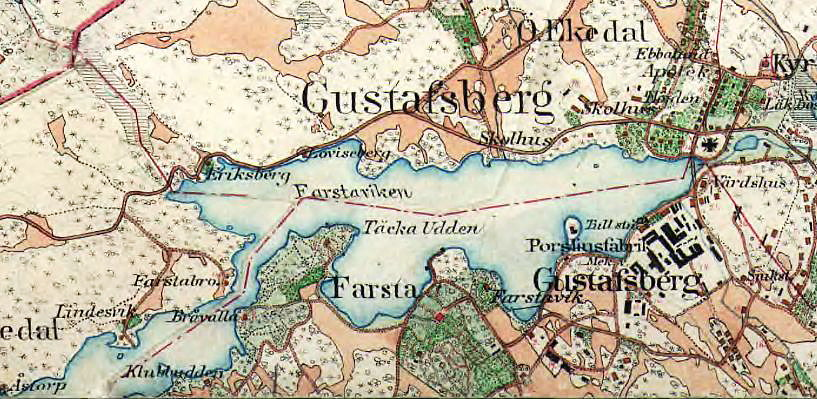
Inre delen av Farstaviken med Täcka udden, Villa Bråvalla, Farsta slott och Gustavsberg omkring sekelskiftet 1900.

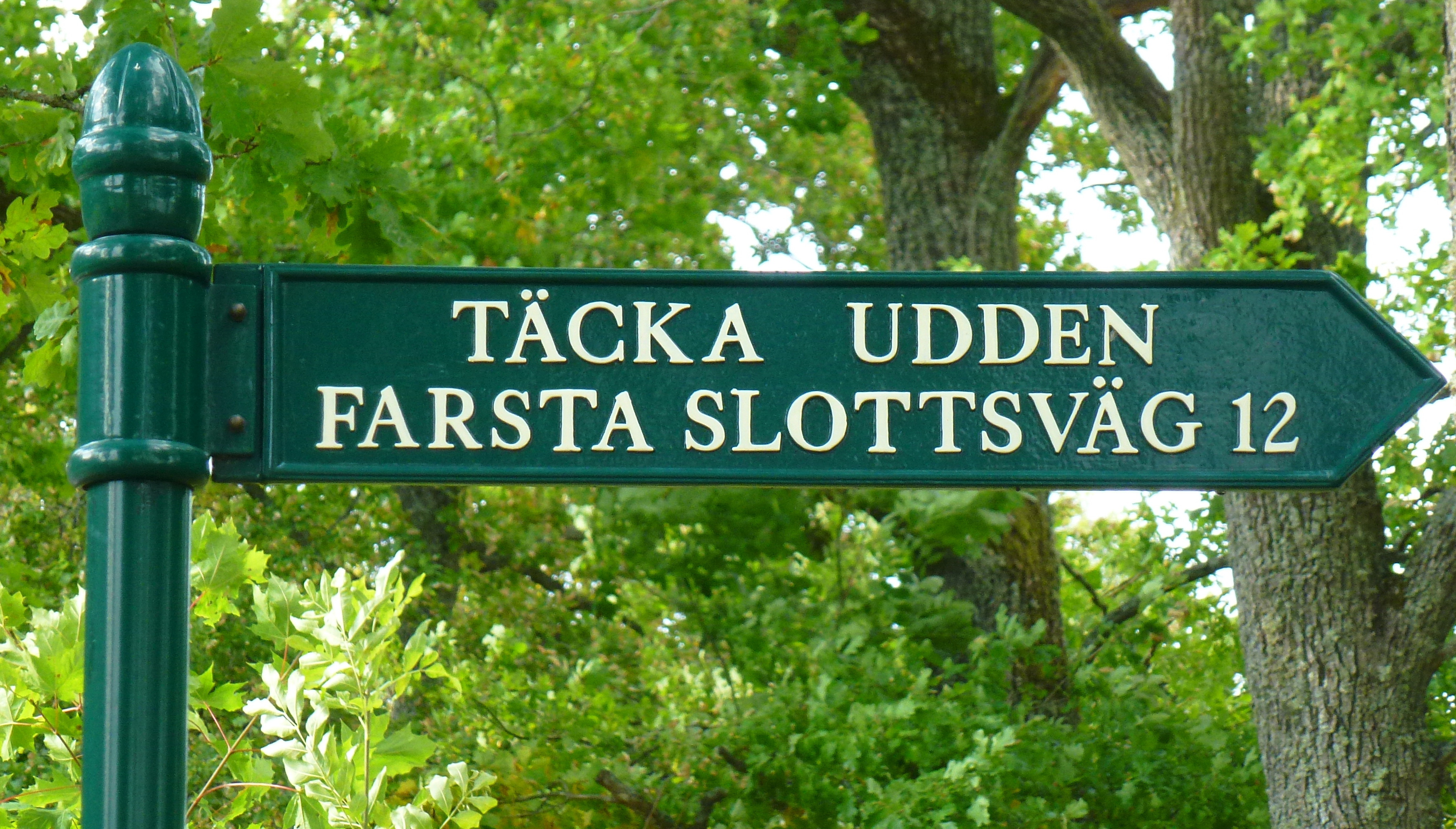
Enhetlig skyltning på udden.

Under 1800-talets andra hälft började sommarvillor uppföras vid Farstavikens stränder. Det var främst Stockholms borgerskap, med eller utan anknytning till Gustavsbergs porslinsfabrik, som sökte sig hit. Till byggherrarna hörde även porslinsfabrikens direktörer. 
Så blev Täcka udden (vilket betyder ”den behagliga udden”) platsen för första sommarvillan vid Farstaviken. Huset uppfördes 1862 åt disponent Samuel Godenius äldsta dotter Emma Charlotta (1839–1875) med familj. Hon var gift med ögonläkaren Carl Jakob Rossander, professor vid Karolinska institutet. Rossander lät även anlägga en engelsk park på halvön vars rester fortfarande finns kvar. Rossanders sommarvilla  finns dock inte kvar längre, den ersattes på 1990-talet av nuvarande hus.
Ett hundratal meter väster om Täcka udden står Villa Bråvalla. Den byggde Samuel Godenius för sin dotter Selma (1843–1916) mellan 1869 och 1870. Huset finns kvar och räknas idag som en av Sveriges första villor i fornnordisk arkitekturstil.

## Bilder

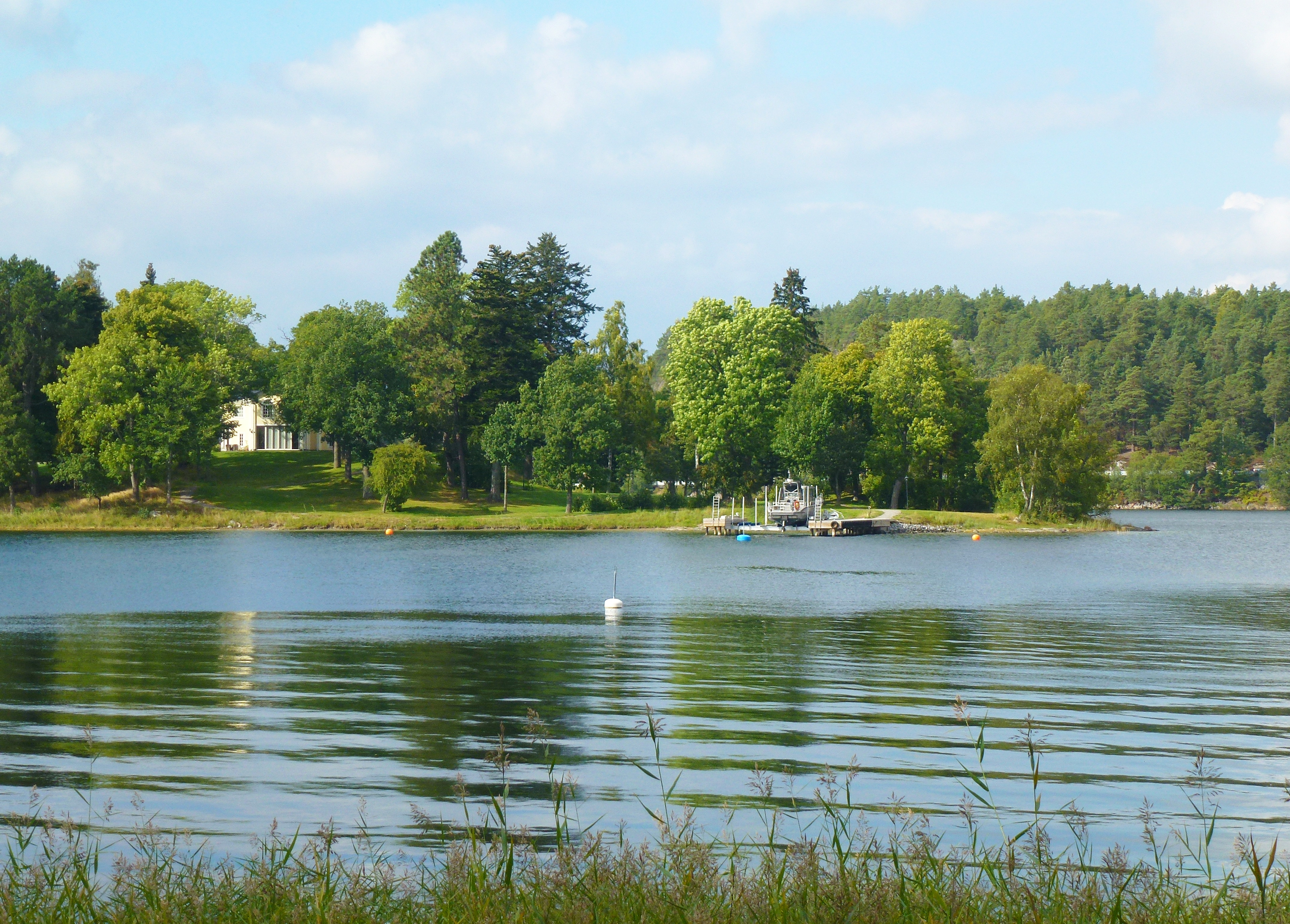
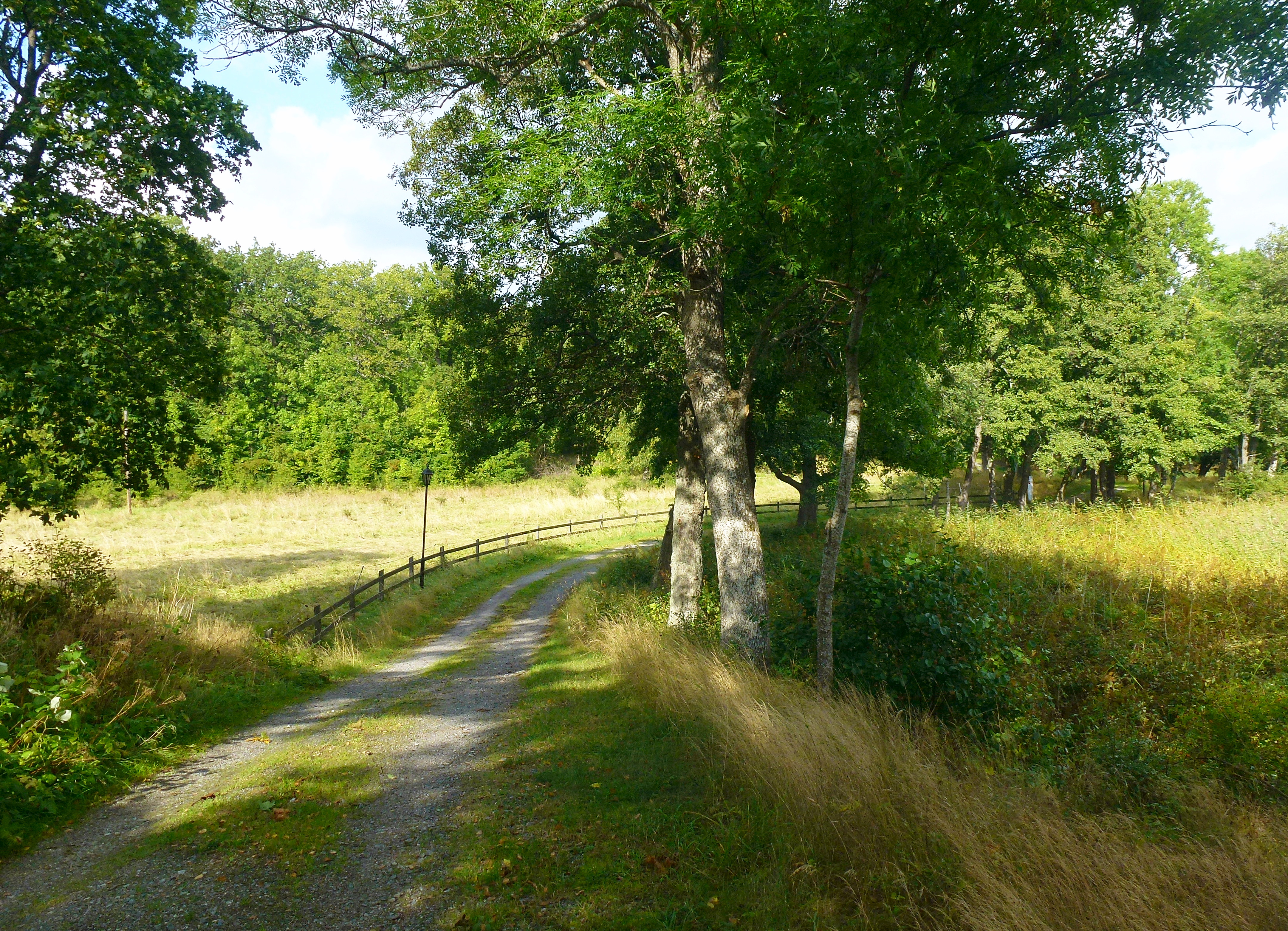
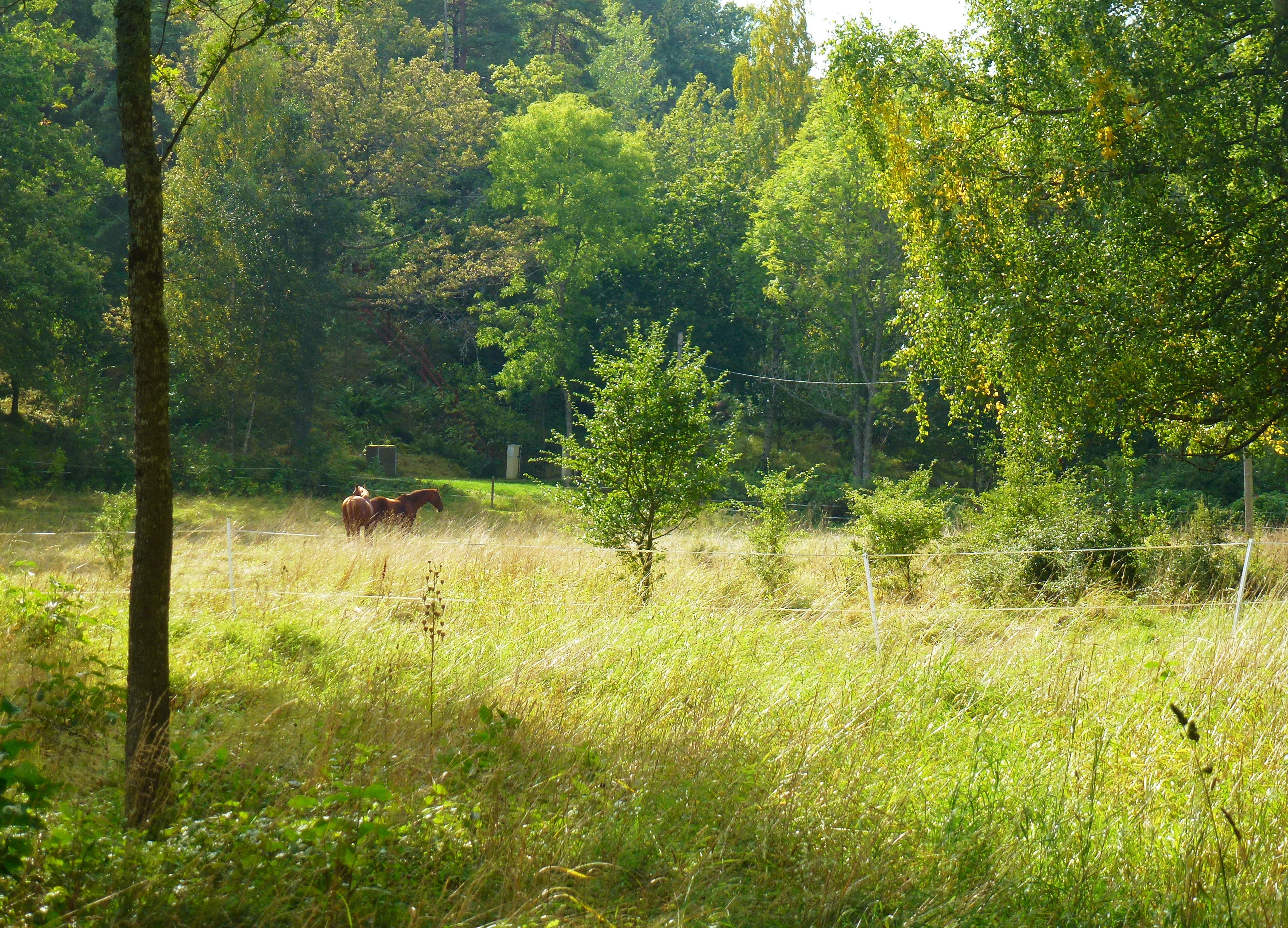
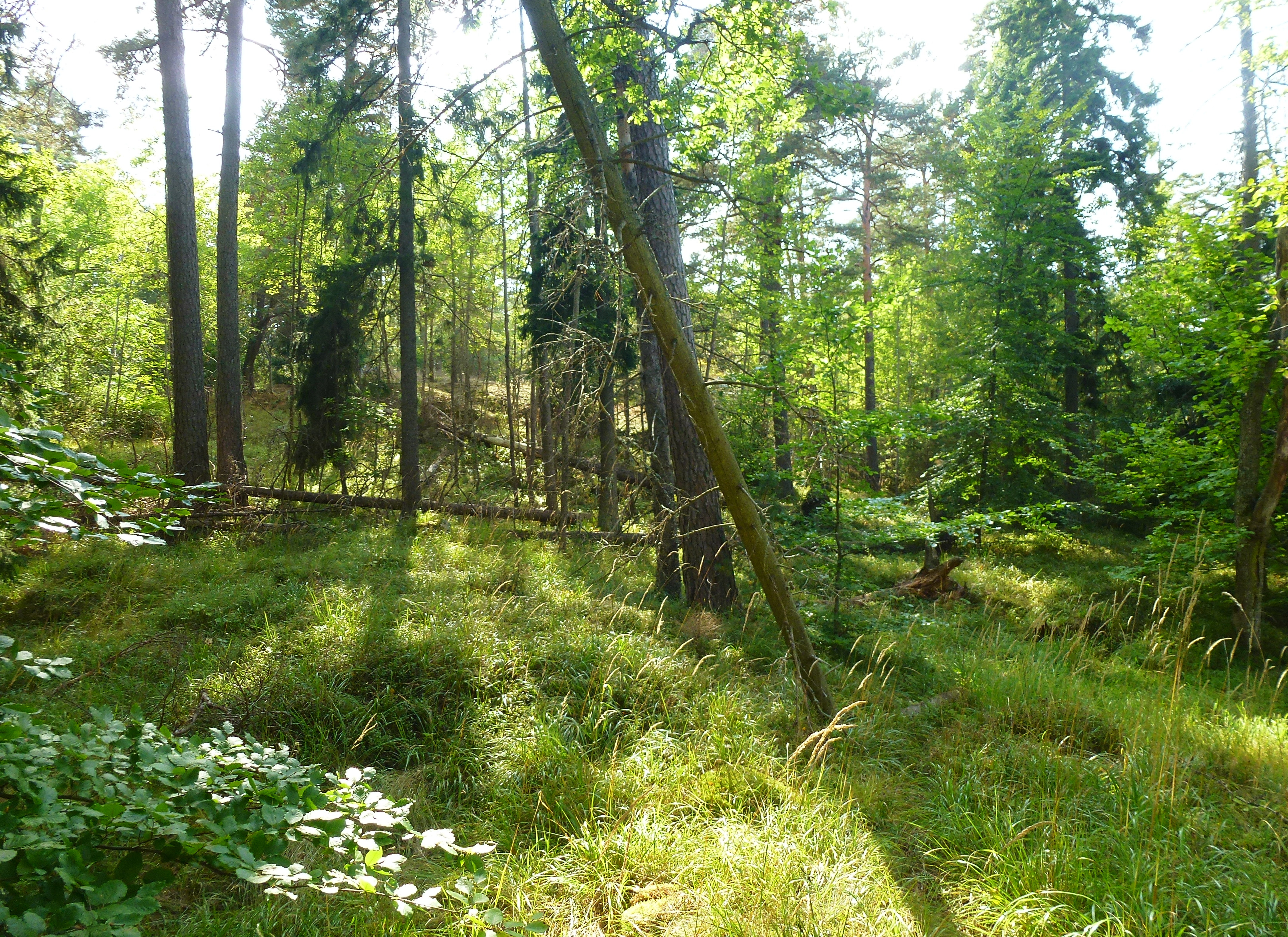